# Филипп (сын Махата)
Филипп (др.-греч. Φιλιππoς) — македонский офицер, сатрап части Индии, убит в 326 году до н. э.

## Биография
Филипп, сын Махата, по всей видимости, был из рода князей Элимеи, области в горной Македонии. Филипп был братом Гарпала, казначея и друга юности Александра Македонского.
Впервые имя Филиппа как командира подразделения, подчинённого Птолемею, упоминается при описании компании против аспасиев в 327 году до н. э. во время индийского похода Александра.
В 326 году до н. э. Александр сделал Филиппа начальником вновь образованной сатрапии, расположенной между реками Инд и Гидасп со столицей в городе Таксила. После гибели от рук повстанцев Никанора, правителя соседней Гандхары, Филипп принимал участие в подавлении этого мятежа вместе с Тириеспом, сатрапом Паропамисад. Территория Гандхары также была передана под управление Филиппа. Впоследствии под его начало после покорения племён маллов и оксидраков попали и эти земли.
Царь оставил Филиппу контингенты фракийцев и наёмников. Филиппу было поручено строительство Александрии-на-Инде у слияния Инда и Акесина.
Вскоре после ухода Александра из Индии Филипп был убит в результате заговора своих подчинённых. Управлять сатрапией Филиппа царь поручил радже Таксилу и полководцу Эвдаму.